# Wyspa Cenotaph
Wyspa Cenotaph − wyspa o powierzchni ok. 2 km² leżąca w Zatoce Lituya w południowej części Alaski.
Zatoka wraz z wyspą wchodzi w skład Parku Narodowego Glacier Bay.

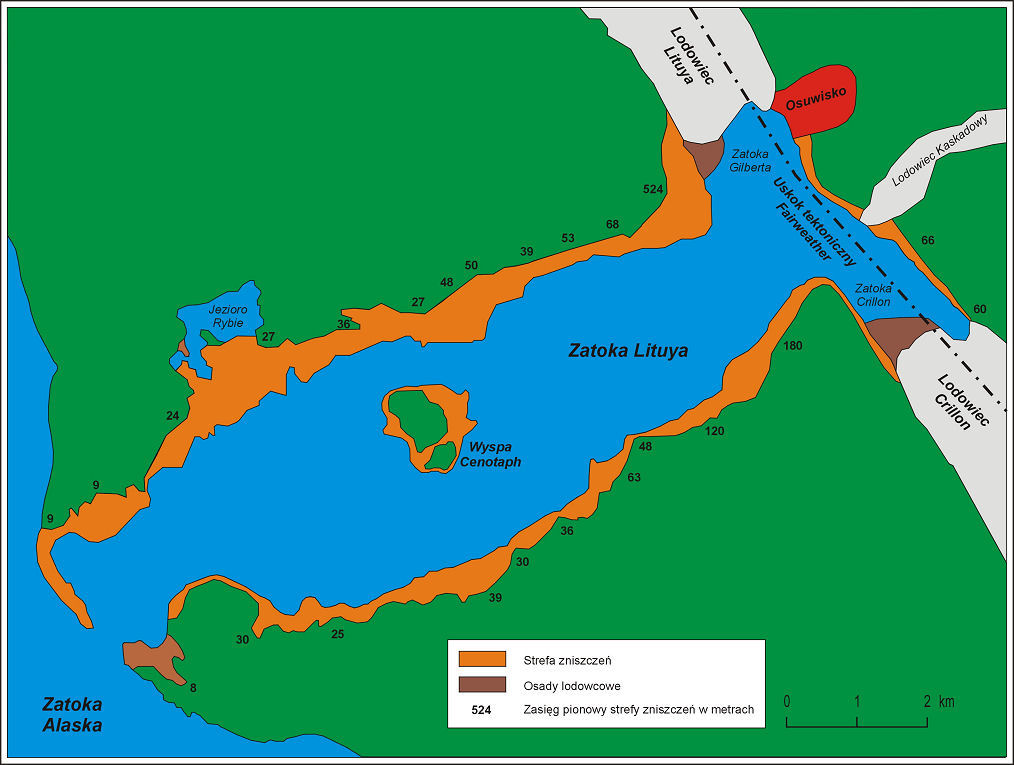
Mapa zasięgu megatsunami z 1958 roku

9 lipca 1958 nabrzeżną część wyspy zniszczyło megatsunami, spowodowane osuwiskiem na brzegu zatoki.